# Леонович, Кирилл Васильевич
Кирилл Васильевич Леонович (бел. Кірыл Васілевіч Леановіч; род. 21 апреля 1998, Жодино, Минская область) — белорусский футболист, полузащитник клуба «Сморгонь».

## Карьера

### «Динамо» Минск
Воспитанник жодинского «Торпедо-БелАЗ», в котором выступал в дублирующем составе в период с 2014 по 2015 года. Затем оказался в минском «Динамо», где также продолжил выступать в дубле.

#### Аренда в «Ошмяны-БГУФК»
В августе 2016 года отправился в аренду в «Ошмяны-БГУФК» из Первой Лиги. Дебютировал за клуб 13 августа 2016 года в матче против клуба «Лида», выйдя на азмену на последней минуте матча. Затем стал появляться поле чаще со старта, закрепившись в основной команде. Свой дебютный гол за клуб забил 22 октября 2016 года в матче против минского «Луча». В своём дебютном сезоне провёл за клуб 13 матчей, в которых отличился 1 голом. По окончании аренды покинул клуб.

#### Аренда в «Смолевичи-СТИ»
В марте 2017 года футболист находился на просмотре в солигорском «Шахтёре», однако заинтересовать клуб он не смог. Вскоре игрок отправился в аренду в «Смолевичи-СТИ» из Первой Лиги. Дебютировал за клуб 8 апреля 2017 года в матче против «Лиды», выйдя на замену в концовке матча. Первый гол за июня 2017 года в матче против «Орши». Провёл сезон в качестве игрока замены, где в 18 матчах отличился 1 забитым голом. По окончании сезона стал серебряным призёром Первой Лиги и вернулся в минский клуб.

#### Аренда в «Лиду»
В марте 2018 года отправился в аренду в «Лиду». Дебютировал за клуб 7 апреля 2018 года в матче против клуба «Слоним-2017», выйдя в стартовом составе и впоследствии был заменён на 68 минуте матча. Первоначально выходил на матчи в стартовом составе, однако затем большую часть сезона либо начинал, либо провёл на скамейке запасных. Свой первый гол за клуб забил 6 октября 2018 года в матче против «Орши». За сезон отличился 1 голом в 16 матчах, а также 4 местом в турнирной таблице. По окончании аренды покинул клуб.

### «Лида»
В феврале 2019 года проходил просмотр «Лиде» и вскоре на постоянной основе стал игроком клуба. Первый матч в сезоне сыграл 13 апреля 2019 года против новополоцкого «Нафтана», в котором футболист отличился результативной передачей. Первым голом отметился 12 июня 2019 года в матче Кубка Беларуси против клуба «Андердог». Первый гол в чемпионате забил 31 августа 2019 года в матче против брестского «Руха». Также за сезон провёл 2 серии по 2 матча, в которых футболист отметился 4 забитыми голами. По окончании на счету игрока было 6 забитым мячей и 1 результативная передача.

### «Торпедо-БелАЗ»
В марте 2020 года перешёл в жодинский клуб «Торпедо-БелАЗ». Дебютировал за клуб 9 марта 2020 года в матче Кубка Беларуси против солигорского «Шахтёра». Свой дебютный матч в Высшей Лиге сыграл 19 марта 2020 года также против солигорского «Шахтёра». Большую часть сезона пропустил из за травм ключицы
В следующем сезоне 2021 года первый матч за основную команду сыграл 15 мая 2021 года против «Ислочи», также отметившись результативной передачей. В своём следующем матче 19 июня 2021 года отличился дебютным голом за клуб против речицкого «Спутника».

#### Аренда в «Сморгонь»
В июле 2021 года отправился в аренду в «Сморгонь». Дебютировал за клуб 17 июля 2021 года в матче против «Энергетика-БГУ», в котором забил свой дебютный гол за клуб. Сразу же закрепился в основной команде. Отметился также голевой серией, забив 3 гола в 3 подряд матчах. По ходу сезона с 4 голами и 2 результативными передачами стал вторым бомбардиром клуба, однако клуб всё равно не смог сохранить прописку в высшем дивизионе. В ноябре 2021 года игрок покинул клуб по окончании аренды.

### «Неман» Гродно
В марте 2022 года стал игроком гродненского «Немана». Дебютировал за клуб 8 марта 2022 года в матче против «Минска», выйдя на замену на 80 минуте. В июле 2022 года покинул клуб, сыграв за клуб всего 3 игры.

### «Ислочь»
В июле 2022 года перешёл в «Ислочь». Дебютировал за клуб 30 июля 2022 года в матче Кубка Беларуси против жодинского «Торпедо-БелАЗ», выйдя на замену на 65 минуте. Первый матч в Высшей Лиге за клуб сыграл 6 августа 2022 года против «Слуцка», также отличившись дебютным голом. Футболист быстро закрепился в основной команде клуба. Провёл за клуб 13 матчей во всех турнирах, в которых отличился 2 забитыми голами. В декабре 2022 года по истечении срока действия контракта покинул клуб.

### «Белшина»
В январе 2023 года футболист проходил просмотр в бобруйской «Белшине». В апреле 2023 года футболист присоединился к бобруйскому клубу. Дебютировал за клуб 8 апреля 2023 года в матче против жодинского «Торпедо-БелАЗ». Дебютный гол за клуб забил 1 июля 2023 года в матче против минского «Динамо». Данный гол был признан лучшим по итогам 14 тура Высшей Лиги. На протяжении всего сезона футболист был в клубе основным игроком, отличившись 2 забитыми голами о всех турнирах. По итогу сезона завершил чемпионат на последнем месте и вылетел в Первую лигу.

### «Сморгонь»
В феврале 2024 года футболист на правах свободного агента перешёл в «Сморгонь». Первый матч за клуб футболист сыграл 16 марта 2024 года против минского «Динамо», выйдя на поле в стартовом составе. По итогам сезона оформил 8+3 по системе «гол+пас», став лучшим бомбардиром команды. Впоследствии находился на просмотре в армянском клубе «Алашкерт». 
Перед началом сезона-2025 перешел в «Витебск». В первом круге провел 12 матчей высшей лиги и 3 игры в Кубке Беларуси, в которых оформил 2+1 по системе «гол+пас». В июле покинул команду по соглашению сторон.